# Трубецкой, Николай Сергеевич
Князь Никола́й Серге́евич Трубецко́й (4 (16) апреля 1890 года, Москва — 25 июня 1938, Вена) — русский лингвист, философ, публицист, этнограф и историк. Наиболее известен своими исследованиями по фонологии, обобщёнными в итоговом труде «Основы фонологии», изданном посмертно на немецком языке в 1939 году. Один из крупнейших теоретиков структурализма. Заложил основы морфонологии. Один из основных идеологов евразийства.

## Биография
Принадлежал к дворянскому роду Трубецких, восходящему к Гедимину; сын ректора Московского университета князя С. Н. Трубецкого и племянник князя Е. Н. Трубецкого, брат писателя и мемуариста князя В. С. Трубецкого.
С тринадцати лет посещал заседания этнографического отдела Московского общества любителей естествознания, антропологии и этнографии при Московском университете. В пятнадцать лет опубликовал первую научную работу, выполненную под научным руководством археолога С. К. Кузнецова: «Финская песнь „Kulto neito“ как переживание языческого обычая» (Этнографическое обозрение. — 1905. — Т. XVII, № 2/3). В 1907 году начал сравнительно-исторические и типологические исследования грамматического строя северокавказских и чукотско-камчатских языков; материалы, собранные в ходе этой работы, продолжавшейся вплоть до революции, в годы Гражданской войны погибли («пошли дымом»; впрочем, советский кавказовед Е. Бокарёв сообщал, что видел их в Ростове незадолго до Второй мировой войны) и были впоследствии восстановлены Трубецким в эмиграции по памяти.
В 1908 году окончил экстерном Пятую Московскую гимназию и поступил на историко-филологический факультет Московского университета, посещая занятия по циклу философско-психологического отделения. С 1909 года учился вместе с Б. Л. Пастернаком, по утверждению которого Трубецкой увлекался тогда русской религиозной философией и неокантианством Марбургской школы. Затем перевёлся на отделение западноевропейских литератур и наконец — на отделение сравнительного языкознания, где стал учеником Ф. Ф. Фортунатова. В 1912 году закончил первый выпуск отделения сравнительного языковедения и был оставлен на при университете для подготовки к профессорскому званию по рекомендации профессора В. К. Поржезинского, направлен в научную командировку в Германию.
В 1913—1914 годах стажировался в Лейпцигском университете, где изучал младограмматическую школу. Вернувшись, сдал магистерские экзамены и стал преподавать в Московском университете в качестве приват-доцента. Революция 1917 года застала его во время научной поездки на Кавказ и он остался в Кисловодске; в 1918 году преподавал в качестве доцента в Ростовском университете.

### Эмиграция
В 1920 году эмигрировал в Болгарию; преподавал в Софийском университете; издал сочинение «Европа и человечество», в котором близко подошёл к выработке евразийской идеологии. Обсуждение этой книги в софийском семинаре, в котором участвовали П. П. Сувчинский, Г. В. Флоровский, П. Н. Савицкий привело к рождению евразийской идеологии, о чём было заявлено в сборнике «Исход к Востоку. Предчувствия и свершения. Утверждение евразийцев. Книга 1» (София, 1921).
В 1923 году переехал в Вену, преподавал в Венском университете. Жил Трубецкой в квартире на Dorotheergasse 12 на 3-м этаже, а в 1934 году переехал на Kleeblattgasse 4. В 1920-х — 1930-х годах — активный участник евразийского движения, один из его теоретиков и политических лидеров. Наряду с П. П. Сувчинским и П. Н. Савицким входил в руководящие органы евразийства (Совет Трёх, Совет Пяти, Совет Семи). До 1929 года участвовал во всех программных евразийских сборниках («Исход к Востоку» (1921), «На путях» (1922), «Россия и латинство» (1923), «Евразийский временник. Книга 1» (1923), «Евразийский временник. Книга 2» (1925), «Евразийский временник. Книга 3» (1927)), в периодических изданиях евразийцев (журнал «Евразийские хроники», газета «Евразия»). Соавтор коллективных евразийских манифестов («Евразийство (опыт систематического изложения)» (1926), «Евразийство (формулировка 1927 года)»). Выпустил ряд книг в Евразийском книгоиздательстве («Наследие Чингисхана» (1925), «К проблеме русского самосознания» (1927)). Как идеолог евразийства разрабатывал концепции многополярного мира, славяно-туранских культурных взаимодействий, монгольского влияния на русскую политическую историю и культуру, идеократии, учения о правящем отборе в государстве.
В 1929 году в знак протеста против просоветской и прокоммунистической направленности газеты «Евразия» вышел из состава руководящих органов евразийского движения. Не участвовал в создании (1932) и работе Евразийской партии, но продолжал поддерживать личные контакты с П. Н. Савицким, участвовал в работе теоретических евразийских семинаров и в 1930-х годах начал печататься в евразийских изданиях (журнал «Евразийские тетради» и др.). Тогда же совместно с Р. О. Якобсоном разрабатывает теорию евразийского языкового союза и вообще евразийского учения о языке в связи с географическим фактором, на основе онтологического структурализма, сформировавшегося в идейном пространстве Пражского лингвистического кружка.
Параллельно в 1920—1930-х гг. преподавал в Венском университете славянские языки и литературу, занимался научной деятельностью. В конце 1920-х — начале 1930-х разработал фонологическую теорию. Был одним из участников и идейных лидеров Пражского лингвистического кружка, одним из создателей школы славянского структурализма в лингвистике. В своих лекциях по истории русской литературы высказывал революционные идеи о необходимости «открытия» древнерусской литературы (наподобие открытия русской иконы), о применении формального метода к произведениям древней и средневековой литературы (в частности к «Хожению за три моря» Афанасия Никитина), о метрике русских былин.
Был непримиримым противником коммунизма, воцерковленным православным христианином. Выполнял обязанности старосты русской Никольской церкви в юрисдикции митрополита Евлогия (Георгиевского) (в конце 1920-х в ведении Московской Патриархии). По выходе 1 июля 1928 года из юрисдикции Евлогия настоятеля храма архимандрита Харитона (Дроботова), ввиду невозможных для исполнения политических требований лояльности советской власти, «князь Н. С. Трубецкой, состоящий церковным старостой сей церкви, немедленно донёс Митрополиту Евлогию о выходе Архимандрита Харитона из канонического подчинения Митрополиту Евлогию и последний, по одному донесению мирянина, вопреки священным канонам, <…> уволил Архимандрита Харитона от должности, с запрещением священнослужения и преданием церковному суду».
В 1930-х гг. выступал в печати против национал-социализма, видя в нём своеобразный «биологический материализм», столь же несовместимый с православным мировоззрением, как и марксистский «исторический материализм». В ответ на попытки бывшего евразийца А. В. Меллера-Закомельского, жившего в Германии, сблизить позиции правого евразийства и русского национал-социализма Н. С. Трубецкой выступил с теоретической антинацистской статьёй «О расизме». Критиковал «арийскую теорию в лингвистике», доказывая, что индоевропейского праязыка не существовало, а сходства языков индоевропейской семьи можно объяснить их влияниями друг на друга в ходе исторического развития. Эти идеи, высказанные им в статье «Мысли об индоевропейской проблеме», стали причиной доноса в гестапо со стороны пронацистски настроенного австрийского лингвиста.
В 1938 году после аншлюса Австрии подвергся притеснениям со стороны гестапо, вызывался на допрос, был арестован на трое суток, в его квартире был произведён обыск. По признанию П. Н. Савицкого, от концлагеря его спас только титул князя. Однако значительная часть его научных рукописей была конфискована во время обыска и впоследствии утрачена. Не перенеся этой потери, Николай Сергеевич Трубецкой скончался от инфаркта миокарда, в больнице. Похоронен на Центральном кладбище.

## Основы фонологии
Труд Трубецкого «Основы фонологии», как отмечала в своём предисловии его переводчица Кристиан Болтекс, считается одним из классических в современной лингвистике. Первоначально он был написан на немецком языке и опубликован в Праге посмертно в 1939 году. Научному признанию работы способствовало появление переводов, большинство которых были предприняты при деятельной или как минимум моральной поддержке Р. О. Якобсона: французский (Jean Cantineau, 1949), русский (А. А. Холодович, 1960), английский (Christiane A. M. Baltaxe, 1969) и польский (Adam Heinz, 1970).

## Семья
Жена — княгиня Вера Петровна Трубецкая (Базилевская) (1892—1968). Дети:
- Елена Николаевна Исаченко (1915—1968)
- Александр Николаевич Трубецкой (род. 1917)
- Дарья Николаевна Вейсель (1920—1975)
- Наталья Николаевна Литтон (1925—1982)